# 加治屋町停留場
加治屋町停留場（かじやちょうていりゅうじょう）は、鹿児島県鹿児島市加治屋町にある鹿児島市電の停留場。使用する系統は鹿児島市電2系統のみである。かつては伊敷線が分岐していた。

## 歴史
- 1915年（大正4年）12月17日：鹿児島電気軌道により設置される。
- 1985年（昭和60年）10月1日：伊敷線が廃止され、同時に3系統も廃止される。

## 構造
- 2面2線の相対式ホーム。地上駅。両ホームとの行き来は電車が通過中でない限りいつでもできる。
- 両のりばに電車接近表示機及びアナウンスがある。
- 両のりばとも車椅子及び電動車椅子の使用はホーム幅が規定に足りないため不可。
- 無人駅で、乗車券などの販売は行っていない。

### のりば
- 2系統 - 鹿児島中央駅前、郡元方面
- 2系統 - 天文館、鹿児島駅前方面

## 利用状況
| 年度   | 1日平均 乗降人員 |
| ------ | ---------------- |
| 2011年 | 758              |
| 2012年 | 743              |
| 2013年 | 737              |
| 2014年 | 697              |
| 2015年 | 727              |

## 周辺
駅近くにある加治屋町交差点付近は交通量の多い幹線道路が交差する地点であり、また鹿児島中央駅と天文館地区の中間となるため、高校生以外の歩行者の通行は総じて疎らである。表通り沿いは、業務ビルが軒を連ねるが、内側の筋や通りは古くから定住する家屋や分譲マンション等が多い都心の住宅街である。
- 鹿児島県立鹿児島中央高等学校
- 大久保利通銅像・明治維新の志士の生誕地群
- 維新ふるさと館
- ライオンズ公園 - 甲突川河畔にあり、同所が会場となる木市は、毎年春・秋に開催され多くの露天が軒を連ねる風物詩となっている。
- 沖縄トラベル鹿児島支店
- 霧島観光交通本社
- 鹿児島トヨタ本社
- 農林中央金庫鹿児島支店
- 東京海上日動鹿児島ビル
- 日本生命加治屋町ビル
- AIG鹿児島ビル
- エディオン鹿児島本店(旧ベスト電器鹿児島本店)
- JR九州バス「加治屋町」停留所

## 隣の停留場
鹿児島市交通局
鹿児島市電2系統
高見馬場停留場 - 加治屋町停留場 - 高見橋停留場

### かつて存在した系統
鹿児島市電3系統
高見馬場停留場 - 加治屋町停留場 - 千石馬場停留場